# Andreaea taiwanensis
Andreaea taiwanensis là một loài rêu trong họ Andreaeaceae. Loài này được T.Y. Chiang mô tả khoa học đầu tiên năm 1998.